# Fazenda Natividade
O Casarão da Fazenda Natividade, localizado na cidade Serra, ES, foi construído em 1860.

## História
Casarão construído no ano de 1860, localizado às margens do Rio Santa Maria da Vitória, a poucos quilômetros da sede do município de Santa Leopoldina, foi tombado pela Secretaria da Cultura do Estado do Espírito Santo (SECULT) em 1983.